# USS LST-878
O USS LST-878 foi um navio de guerra norte-americano da classe LST que operou durante a Segunda Guerra Mundial.